# Roy Oswalt
Roy Edward Oswalt (29 de agosto de 1977) es un exlanzador estadounidense de béisbol profesional que jugó la mayor parte de su carrera con los Houston Astros de las Grandes Ligas. También jugó con los Philadelphia Phillies, Texas Rangers y Colorado Rockies.
Oswalt fue seleccionado por los Astros en el draft de 1996. Debutó en Grandes Ligas en el 2001, registrando marca de 14-3. Ganó 20 juegos en temporadas consecutivas, 2004 y 2005; en esta última ayudó a los Astros a clasificar a la Serie Mundial de 2005, por lo que fue nombrado Jugador Más Valioso de la Serie de Campeonato de la Liga Nacional. Cuando dejó a los Astros en 2010 sus marcas de victorias (143) y ponches (1,593) ocupaban el segundo lugar en la historia de la franquicia, detrás de Joe Niekro (144) y Nolan Ryan (1,866).

## Carrera profesional

### Houston Astros
Oswalt fue seleccionado por los Astros de Houston en la 23ra ronda del draft de 1996. En el 2000 inició con el equipo Kissimmee Cobras de la Florida State League de Clase A, dejando marca de 4-3 con 2.98 de efectividad. Fue promovido a los Round Rock Express de la Liga de Texas de Clase AA, donde registró marca de 11-4 con efectividad de 1.94 y 141 ponches en 19 juegos. Gracias a su desempeño fue incluido en el equipo olímpico de Estados Unidos para los Juegos Olímpicos de Sídney 2000, con el que ganó la medalla de oro.
En 2001, Oswalt fue llamado a Grandes Ligas y debutó el 6 de mayo. Finalizó la temporada con récord de 14-3 y 2.73 de efectividad, quedando segundo en la votación para el Novato del Año de la Liga Nacional detrás de Albert Pujols. También quedó de quinto lugar para el Premio Cy Young, el cual ganó Randy Johnson.
En 2002, registró marca de 19-9 y ponchó a 208 bateadores, dejando efectividad de 3.01. Nuevamente fue considerado para el Premio Cy Young, quedando de cuarto lugar junto a Éric Gagné, perdiendo otra vez ante Randy Johnson.
En 2003, las lesiones afectaron la temporada de Oswalt, quien dejó marca de 10-5 en 21 aperturas. El 11 de junio inició un juego sin hits ni carreras ante los Yanquis de Nueva York, lanzando apenas la primera entrada y siendo apoyado por otros cinco lanzadores.
En 2004, ganó 20 juegos y registró 206 ponches y 3.49 de efectividad. Quedó en tercer lugar para el Premio Cy Young, detrás de su compañero Roger Clemens y Randy Johnson. También lanzó por primera vez en postemporada, registrando marca de 1-0 y 4.19 en tres aperturas.
En 2005, ganó 20 juegos por segunda temporada consecutiva. Fue nombrado a su primer Juego de Estrellas como el ganador del Voto Final de la Liga Nacional. Quuedó en cuarto lugar para el Cy Young, ganado por Chris Carpenter. Inició dos juegos en la Serie de Campeonato de la Liga Nacional, ambos de siete entradas y una carrera permitida, por lo que fue nombrado el Jugador Más Valioso de la serie. Jugó con los Astros en la Serie Mundial de 2005, la cual perdieron ante los Medias Blancas de Chicago.
En 2006, fue nombrado a su segundo Juego de Estrellas consecutivo. Terminó con marca de 15-8 y lideró la Liga Nacional en efectividad con 2.94. El 29 de agosto firmó una extensión de contrato con los Astros por cinco años y $73 millones con opción a un sexto año. Nuevamente finalizó en cuarto lugar para el Cy Young, ganado por Brandon Webb.
En 2007, fue nombrado como reemplazo para el Juego de Estrellas es sustitución del lesionado John Smoltz. Finalizó la temporada con marca de 14-7, 3.18 de efectividad y 154 ponches en 212 entradas lanzadas, la cuarta temporada consecutiva con más de 200 entradas.
Oswalt finalizó la temporada 2008 con marca de 17-10, efectividad de 3.54 y 165 ponches en 208 2⁄3 entradas.
En 2009, Oswalt participó en el Clásico Mundial de Béisbol 2009 con el equipo de Estados Unidos, donde lanzó en dos juegos.

### Philadelphia Phillies
El 29 de julio de 2010, Oswalt fue transferido a los Filis de Filadelfia a cambio de J. A. Happ, Anthony Gose y Jonathan Vilar. El 24 de agosto de 2010 se convirtió en el primer lanzador de los Filis en jugar en otra posición del campo desde hace 39 años, al sustituir a Raúl Ibáñez en el jardín izquierdo en la 15.ª entrada. Participó en la postemporada con los Filis, tanto en la Serie Divisional donde inició el Juego 2, como en la Serie de Campeonato de la Liga Nacional donde inició los Juegos 2 y 6.
Para el 2011, Oswalt tuvo problemas en su espalda que mermaron su rendimiento. Inició el Juego 4 de la Serie Divisional ante los Cardenales de San Luis, cargando con la derrota.

### Texas Rangers
El 29 de mayo de 2012, los Rangers de Texas firmaron a Oswalt a un contrato de ligas menores. Debutó con los Rangers el 22 de junio ante los Rockies de Colorado, lanzando 6 2⁄3 entradas con seis ponches y una carrera permitida.

### Colorado Rockies
El 2 de mayo de 2013, Oswalt acordó un contrato de liga menor con los Rockies de Colorado. Debutó el 20 de junio ante los Nacionales de Washington, lanzando cinco entradas con 11 ponches y permitiendo 4 carreras.
Oswalt, junto a su antiguo compañero Lance Berkman, firmó un contrato de un día con los Astros Houston y se retiró oficialmente el 5 de abril de 2014.